# Costumier
Dans le domaine artistique, le costumier ou la costumière est chargé des costumes, que ce soit pour un tournage cinématographique ou une représentation théâtrale ou lyrique.

## Rôle et attributions
Il peut concevoir les costumes afin de les faire réaliser en atelier (comme dans les cas des costumes historiques), auquel cas il est également considéré comme styliste, ou les acheter lorsqu'il s'agit de vêtements modernes. Il travaille en étroite collaboration avec le directeur artistique et/ou le chef décorateur à partir des maquettes de décors, les costumes étant habituellement conçus en même temps afin de les coordonner.

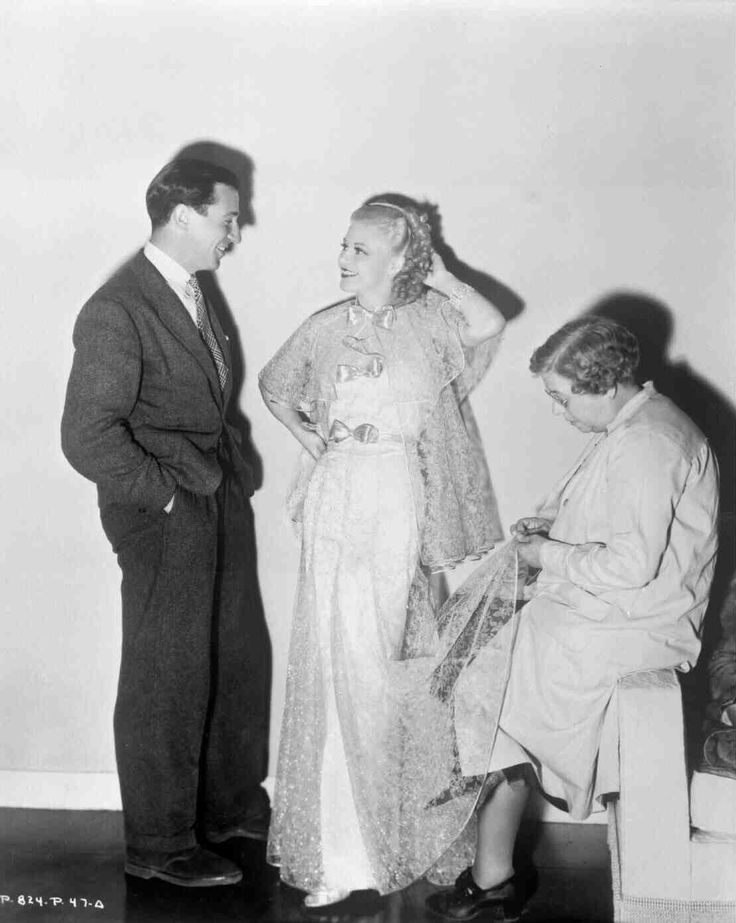
Le costumier américain Bernard Newman avec Ginger Rogers et une couturière en 1935.

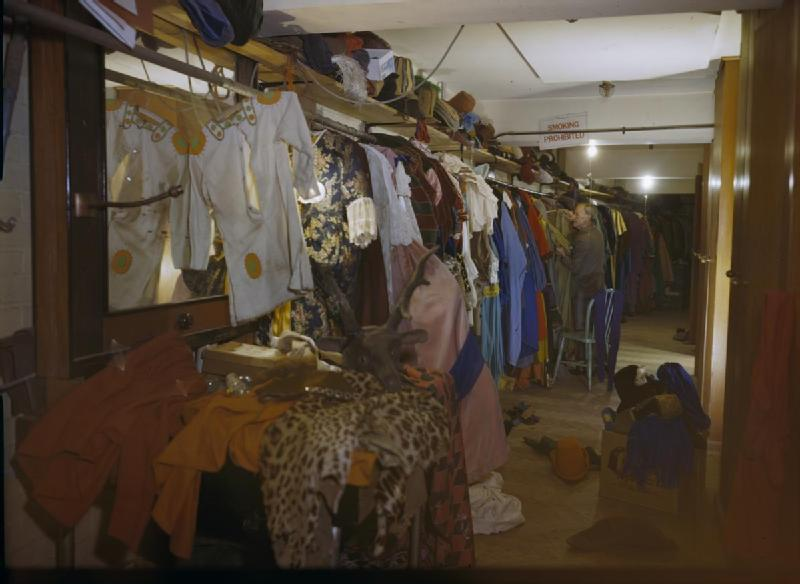
En 1943, homme s'affairant au département des costumes du Royal Shakespeare Theatre à Stratford-upon-Avon, en Angleterre.

Les accessoires d'habillement tels que chaussures, bijoux, sacs, gants, coiffes et chapeaux en tous genres, font partie du costume.
Selon sa spécialisation ou l'importance de la production, le costumier peut être responsable de l'intégralité ou d'une partie seulement des costumes (garde-robe masculine ou féminine uniquement). Dans le cinéma, le responsable du département est appelé chef costumier.
Il a la responsabilité d'équipes composées d'autres métiers tels que les couturiers (qui s'occupent de la fabrication ou des retouches), les habilleurs (qui entretiennent les costumes et aident les comédiens à s'habiller), les chausseurs, les modistes, les gantiers, etc.
Dans le cinéma et la télévision, entre autres, le costumier ou la costumière est considéré par le sociologue de la télévision et des médias Benjamin W.L. Derhy Kurtz comme faisant partie de la catégorie des personnels créatifs,,. Afin de les distinguer des personnels créatifs primaires, contrôlant les aspects artistiques du programme, tels des scénaristes et réalisateurs, Benjamin Derhy Kurtz crée pour les costumiers, mais également les compositeurs de musique et les créateurs de décors, la catégorie des personnels créatifs secondaires : ceux-ci exercent une influence artistique évidente, mais différente de celle du personnel créatif primaire, et travaillent dans une temporalité différente : non pas durant le tournage mais avant (pré-production) ou bien après (post-production),,.

## Prix et récompenses
Le travail des costumiers est récompensé par différents prix dont l'Oscar de la meilleure création de costumes, le Costume Designers Guild Award, le Tony Award des meilleurs costumes, le prix Magritte des meilleurs costumes, le César des meilleurs costumes ou le Molière du créateur de costumes. 

## Grands créateurs
Parmi les grands créateurs de costumes, on peut citer :
- Aux États-Unis : Colleen Atwood, Irene Lentz, Edith Head, Walter Plunkett, Helen Rose, Cecil Beaton, Irene Sharaff, Orry-Kelly, Charles Le Maire, Jean Louis, Adrian (premier costumier à voir ses créations copiées à des milliers d'exemplaires)[6].
- En France : Philippe Guillotel, Christian Bérard, Jean-Denis Malclès, Yannis Kokkos, Jacques Schmidt, Yvonne Sassinot de Nesle, Dominique Borg, Christian Gasc, Jean-Marc Stehlé ainsi que Franca Squarciapino.

De grands couturiers ont également collaboré à des productions cinématographiques, télévisuelles ou théâtrales tels Pierre Balmain, Pierre Cardin, Christian Dior, Hubert de Givenchy, Christian Lacroix.